# 里奇·约翰逊
理查德·刘易斯·约翰逊（英語：Richard Lewis Johnson，1946年12月18日—1994年6月15日），美国NBA联盟前职业篮球运动员。他在1968年的NBA选秀中第4轮第46顺位被波士顿凯尔特人选中。